# 白色榮光 (小說)
《白色荣光》（チーム・バチスタの栄光，大陆出版社译为“巴提斯塔的荣光”）是2006年宝岛社所刊行的海堂尊的长篇小说。不仅是作者的出道作，更获得了第4届『这本推理小说了不起！』大奖。获奖时的书名为《巴提斯塔团队的崩坏》。

## 概要
本作是以作品中出现的“东城大学医学部附属医院”为舞台的田口•白鸟系列的首部作品，在『这本推理小说了不起！』大奖的评选会上仅仅几十秒内就获得评委一致通过。
现职为医生的海堂尊所描绘出的真实的医疗现场，大学医院中的部门政治和人际关系，围绕巴提斯塔手术（左心室减容术、心肌症）中的离奇死亡所展开的悬疑成份，以及比任何要素都更为突出的人物及其说话口吻获得了评委们的高度评价，在读者之间也造成了话题，是销量达320多万部的畅销书。
另外，作品中所描写的巴提斯塔手术乃是基于2006年时的技术，如今该手术的相关技术已更为先进。
不过据海堂尊本人所言，由于一直未接到二次评选通过的通知，因此他以为自己落选，便当即以《螺钿迷宫》参选「江户川乱步奖」，结果二次评选通过的通知随后就来了。最终评选日当天也是迟迟等不到电话而以为“这次一定落选了”，接着就接到了通知获奖的电话。
创作方面，作者从构思后一周时间内便写了200张，此时曾觉得继续让田口公平进行调查过于残酷而搁笔，随后又想到“只要让性格与田口截然相反的人从外部介入调查就行了”，于是另一位侦探白鸟圭辅就此诞生。创作时的背景音乐是Under Graph的《翼》。

## 故事大纲
樱宫市的东城大学医学部附属医院从佛罗里达的南十字心脏疾病专科医院聘请了心脏外科的权威——桐生医生，建立起专门施行巴提斯塔手术这一心脏移植的替代治疗的团队——“巴提斯塔团队”，并大获成功，赢得了“巴提斯塔团队的奇迹”的美誉。
然而，曾创下100%成功率的巴提斯塔团队却连续遭遇了3起离奇的手术中死亡事件。此时，医院又因将为少年游击队的娃娃兵施行巴提斯塔手术而倍受关注，因此，为了解开谜团，院长高阶指派神经内科学教室的万年讲师、“不明病症倾诉门诊（別名：牢骚门诊）”的负责人•田口进行内部调查。
而就在对巴提斯塔团队的调查陷入困境时，来自外部的调查员、厚生劳动省公务员——“逻辑怪兽”白鸟出现了。

## 出场人物
- 以下记述以小说版为准。

田口公平
东城大学医学部附属医院神经内科学教室讲师，“不明病症倾诉门诊”（通称：牢骚门诊）负责人。由于工作内容而被人冠以“牢骚”等外号。因为晕血而选择成为了神经内科医生。
白鸟圭辅
厚生劳动省大臣官房秘书课附属技官•医疗过失致死中立性第三者机关设置促进准备室室长。通称“Logical Monster（逻辑怪兽）”、“食火鸡”等。厚生劳动省的麻烦制造机。被人评价为“路过之后寸草不生”而获得了“食火鸡”的外号。田口对他的第一印象是“蟑螂”。
高阶权太
东城大学医学部附属医院院长。消化器官肿瘤外科教授。指派田口对巴提斯塔团队的丑闻进行预备调查。聘请桐生并组建巴提斯塔团队的始作俑者。讨厌自己的名字。藤原夫人对他的称呼是“小权”。
藤原真琴
不明病症倾诉门诊的护士，老行家。据说只要她有心，要赶走教授都不成问题，是个深藏不露的实力派人物。在护士中具有很高的人望。昵称“小真真”。

### 巴提斯塔团队
由桐生所选拔的人才构成，是专门施行巴提斯塔手术的外科团队。东城大学医学部附属医院的骄傲，甚至获得了“Glorious Seven（光荣的七人）”的荣誉。一般而言，巴提斯塔手术的成功率为60%，而桐生所带领的团队从第一例起就获得了成功，以100%的成功率独领风骚，名动国内外。
桐生恭一
内脏统驭外科副教授。巴提斯塔团队的领导，主刀医生。因高阶院长的计划而从佛罗里达南十字心脏疾病专科医院被招聘而来。由自身的失败及检讨中逻辑性地构筑出手术并加以施行，精湛的技术为他赢得了“Mr. Perfect（完美先生）”的美誉。拥有条理清晰的思路以及救死扶伤的清廉之志，无可挑剔的性格吸引了周遭人的仰慕。田口对他的第一印象是“鹰”。
鸣海凉
基础病理学教室副教授，病理医生。桐生的小舅子，思考方式也与桐生有些相似之处。过去曾与桐生一同在美国担任外科医生，后来对病理学产生了兴趣而转为病理医生，并建立了名为“两点法”的术中诊断法。虽然“诊断与治疗应互相分离”的观念使得他无法参加会议，但他还是以病理医生的身份与桐生一起决定切除范围，借此参加到手术中来。给人以高贵之感的风度与言行，以及不时夹带英语的说话方式是他的特征。田口对他的第一印象是“波斯猫”。
垣谷雄次
内脏统驭外科讲师，医务主任，巴提斯塔团队的第一助手。胸部大动脉瘤搭桥手术的专家。在招聘桐生之前，他曾是下期副教授的预定人选。开玩笑时也显得有些傲慢，常给人一种压迫感。田口对他的第一印象是“河马”。
酒井利树
内脏统驭外科助手，巴提斯塔团队的第二助手。自己申请加入团队。过去由他主刀的患者曾被送往牢骚门诊，因此与田口算是有些渊缘。血气方刚且自视甚高，仰慕桐生的同时，对垣谷则颇不以为然。田口对他的第一印象是“小卷毛狗”。本家经营着神经内科医院。
冰室贡一郎
麻醉科讲师，巴提斯塔团队的麻醉师。稳重、安静，但言谈举止却显得相当冷漠，被田口称为“死尸一般的男人”。患有哮喘。田口对他的第一印象是“纹白蝶”。
羽场贵之
临床工学技师，同时也是巴提斯塔团队的风险控管人。团队中数他最为年长。人工心肺的专家。具备非医疗人员的典型个性，极其守时。田口对他的第一印象是“大象”。
大友直美
手术室护士主任。以后辈星野响子的接班人身份加入巴提斯塔团队。在她加入之后便发生了术死。星野被选中时针对她的不利谣言以及加入团队后发生的术死使她固执地认为一切都是自己的责任。田口对他的第一印象是“海螺” 。
星野响子
工作进入第2年的手术室护士。敏捷的反应被桐生所看中而加入团队，但后来因结婚而辞职。

### 其他人物
黑崎诚一郎
内脏统驭外科教授。内脏统驭外科的最高领导，也担任着风险控管人的工作。是高阶院长的对手。
兵藤勉
神经内科学教室助手，医务主任。曾试图利用阴谋陷害田口，以失败而告终。对医院内的各种传言都了如指掌。
有动
神经内科学教室教授。小心谨慎，对医院内的政治斗争漠不关心。
曳地均
呼吸器官内科学教室副教授。风险控管委员会委员长。强项是通过迂回冗长拐弯抹角到令人心生畏惧的说法把事物说得含糊不清。
松井
总护士长。护士科的最高领导。
迈克尔
佛罗里达南十字心脏疾病专科医院教授。
阿嘎皮•阿尔诺伊德
南非诺尔加共和国反美游击队的少年兵。7岁。由于美国拒绝救治而被送往东城大学医学部附属医院接受巴提斯塔手术。

## 书籍信息
- 单行本：ISBN 4796650792
- 文库版（上）：ISBN 9784796661614
- 文库版（下）：ISBN 9784796661638
- 漫画（佐藤泉所改编的漫画版）：ISBN 9784796662468
- 中译本

中国大陆：ISBN 9787208083790 （2009年4月1日），刘子倩（简体中文）
臺灣：ISBN 9867088972 （2006年10月27日）、ISBN 9789861851884 （2008年6月4日），劉子倩（繁體中文）

## 脚注
1. 1 2  《染血将军的传说 海堂尊世界的全部》
2. ↑  田口的“口（GUCHI）”与“牢骚（GUCCHI）”的日语发音相近
3. ↑  中译本翻译为“贝类”，但原文为，意为海螺或指一切拥有螺旋状外壳的贝类，仅翻译为“贝类”恐有不准确之嫌，故改为“海螺”。或參考「螺」（巻貝）

## 关联项目
- “这本推理小说了不起！”大奖
- 巴提斯塔手术
- 验尸造影
- 田口・白鳥系列（日语：田口・白鳥シリーズ）

- 東寶電影
  - 白色榮光 (電影)（2008年2月）
  - 紅將軍的凱旋 (電影)（2009年3月）

- 關西電視台電視劇、電影系列

- 白色榮光 (電視劇)（2008年10月 - 12月）
- 白色榮光特別篇～前往新迷宮的邀請～（2009年9月15日）
- 白色榮光第2彈 南丁格爾的沈默（2009年10月9日）
- 白色榮光2 紅將軍的凱旋（2010年4月 - 6月）
- 田口・白鳥系列特別篇2011 白色榮光 紅將軍的凱旋 〜告別!拯救生命的天才醫生或能救心愛的人〜（2011年1月2日）
- 白色榮光3 阿里阿德涅的子彈（2011年7月 - 9月）
- 白色榮光4 螺鈿迷宮（2014年1月 - ）
- 白色榮光FINAL (電影版)（2014年3月29日，關西電視台、富士電視台、Media Mix Japan、東寶、FNS26社）